# 屯門社區關注組
屯門社區關注組（英語：Tuen Mun Community）於2015年初召集成立，多次的分裂後，現已解散。

## 理念
- 提高屯門區內居民公民意識

讓居民認識更多自身的自身的社會地位、社會權利及社會責任；透過不同事務，從中引導居民反思及積極參與社區事務。例如：大力鼓勵及推動選民登記、報導不同區域的生活點滴和競選情況。
- 將社會議題帶入社區

讓屯門區居民身於屯門區仍能知曉及緊貼香港變化，從而提高市民對香港更廣泛的認知及了解。例如：網絡廿三條、領展建華營商手法等。
- 增加社區多元化發展

締造更好的生活環境及發展，例如支持小巴提高載客量、支持群育學校遷入屯門區、爭取重發小販牌照、減少水貨客迫爆屯門等。
- 提升社區共融和連結性

立身於屯門並以己為媒介，希望屯門居民透過屯關組知悉區內變化、提高社區連結、重修鄰里守望相助的精神並承傳下去。並出席立法會咨詢會，就普選行政長官發表意見，將民間聲音向外反映。

## 歷史

### 組織經過
社會運動後，高登討論區有會員發動「2015區議會計劃」，在全港各區成立地區組織，務求於2015年區議會選舉中挫敗建制派議員，增加地區民主力量。2015年1月，原屯門區組織發起人因在外地留學，韓禮賢因而接手「屯門社區關注組」，透過網上討論區及facebook召集類近理念的年青人。

### 恆常工作
組織曾出席立法會咨詢會，就普選行政長官發表意見，地區倡議包括爭取重發小販牌照、與其他團體聯署小巴增加座位、一週一行街頭問卷調查、參與減少水貨客迫爆屯門、登記選民街站等。亦曾於地區舉辦環保工作坊、「地攤」免費交換物品、編寫及免費派發「寫屯」每月屯門地區報刊，同時積極佈署年底的區議會選舉。

### 2015年區議會選舉過程
2015年中在佈署區議會選舉時，因眾多成員與發起人及核心成員處事作風不同、對與政黨合作的意見不合，經多次商議不果後，8月正式分裂，部份核心成員、普通成員及義工相繼離組，包括同年出選屯門新墟選區的候選人何孝俊，「寫屯」地區報亦脫離關注組宣告獨立運作，組內成員只剩約10人，其後組織再召募成員及義工，以應付年底選舉，並在各區收集提名。
由於區內有多個選區可能自動當選，故此在組織會議討論後，決定「臨時拉伕」邀請成員和義工出選。提名期後的10月中，被網民揭發其中一名以關注組名義出選的富泰選區候選人何偉祥(前學民思潮成員)，於2012年在特首梁振英出席地區論壇時，載着口罩與反梁示威者推撞，被外界質疑為「假傘兵」。事件令組織知名度急升，但同時因發言人表示也不清楚自己組內成員的背景，引起公關災難及居民質疑
。最終10月22日，何偉祥宣佈退選及脫離與關注組關係，但由於提名期後不接受退選及不更改選票上徽號。此事件之前，已有資深成員表示不滿組織分工混亂、急推成員出選區議會選舉，磋商期間多個星期的選舉工程完全停頓，最終磋商不果，再有核心成員離組。
拉票期間四個選區候選人及助選團隊也是獨立運作(包括已宣佈脫離組織的富泰選區候選人何偉祥)，資源由候選人自行出資，因此可見各人宣傳策略、文宣製作風格、動員人手各有不同，候選人坦言實際上只是掛組織名義以屯門區傘兵聯盟姿態出選。因該月組織及人事混亂，發起人十月底提案，要求各成員兩日內投票選擇即日起、抑或選舉日之後(11月23日)解散各成員。因只給予兩個選擇，各成員偏向以大局為重，決定於選舉日翌日解散及重組組織。同時發起人韓禮賢亦表示因其組織力薄弱，於關注組重組後，辭去發起人一職。
最終四個選區有兩區(興澤、富泰)以過1000票相差大敗，其餘兩區(山景、湖景)則分別輸200至400多票，未能改變屯門區繼續由鄉事派與建制派主導的大局，關注組各成員亦於翌日起自動解散。

### 2015年區議會選舉後
區議會選舉結束後的11月30日，關注組於facebook公佈早前十月底已決定解散所有成員及義工，只剩社團註冊證上的三名核心成員。因事件公佈突然，加上各候選人選舉失利，令網民非議，再次指責是假傘兵。關注組重組時，大部份成員及區選候選人均不願再重新加入。因組織無故多次分裂再召集，有言論指發言人韓禮賢難與人合作共事。

### 2016年立法會選舉時期
2016立法會換屆選舉曾建議新界西組織一隊傘兵聯盟出選，但因各傘兵未能找出排首名的候選人而無疾而終。其後，沙田區區議員陳國強有意參選功能界別(區議會II)，亦因立場問題問題聯盟解散。
三月起關注組再次召募成員及義工，以應付2016年立法會選舉。四月青年新政宣佈與東九龍社區關注組、天水圍民生關注平台、長沙灣社區發展力量、慈雲山建設力量及屯門社區關注組組成選舉聯盟「ALLINHK」，進軍九月的立法會，惟未有組員排名單出選，只協助進行選舉。期間因各成員支持的立場不一，有部份支持朱凱廸或熱血公民鄭松泰，故沒有參與關注組的助選工作，甚至處於退出狀態。
9月4日投票日，「ALLINHK」聯盟新界西名單的青年新政黃俊傑及天水圍民生關注平台王百羽，得票	9,928（1.65%）落敗，被沒收選舉按金及無法申領選舉資助。
關注組成立近兩年，經歷過多次的分裂後，加上完成短期內的選舉，路線變得模糊。現時組織已解散，再沒有運作。

## 選舉

### 2015年香港區議會選舉
屯門社區關注組在今屆區選起初派出4人參選，包括參選屯門山景選區的韓禮賢、興澤選區的陳詩雅、湖景選區的周啟廉及富泰選區的何偉祥，及後何偉祥退出。發言人韓禮賢表示，因多個選區建制派自動當選，故四周收集提名「臨時拉扶」推舉成員出選。而運作上由於資源不足，全由候選人自行出資及決定任何事務，故實際只是掛組織名義以屯門區傘兵聯盟姿態出選，四個選區候選人及助選團隊均獨立運作。
L08 山景

韓禮賢為關注組發言人，年初有意參選L14富新選區，因該區屋苑法團成員有意參選，經協調後轉到L01屯門市中心選區，長期於該區進行地區工作，如選民登記、問卷調查，關注水貨客影響民生問題。及後同樣因該區屋苑法團成員有意參選，故轉往L08山景選區挑戰面臨自動當選的隱形建制派吳觀鴻，以約200票之差落選。
L10 興澤

陳詩雅於2015年10月初經網上最後召集挑戰自動當選選區，而認識及加入關注組。當時L25建生及L10興澤因民主黨協助備有足夠提名，最終決定出選L10興澤選區，挑選面臨當選的工聯會徐帆，最終約1200票落選。落選後被自動解散，她與助選團沒有重返關注組，組織新團體屯門社區網絡，其後轉投成為天水圍民生關注平台成員
L17 湖景

周啟廉經網上招募於2015年9月底加入，起初為協助屯門區新秀參選，經游說後出選L17湖景，挑戰面臨自動當選的屯門區議會副主席民建聯梁健文。最終以約400票之差落選。落選後被自動解散，他與助選團沒有重返關注組，反而他加入民協，他的助選團成員之一的黃丹晴創辦了屯網。 
L28 富泰

何偉祥為關注組發起人韓禮賢的小學同學，前學民思潮成員，2015年2月曾在地區事務上合作，但沒有實質參與組織內務及行動。直到9月中臨近選舉期，需要召集更多人士協助時，關注組發起人韓禮賢就再跟他聯絡。而何偉祥亦很快就有很活躍及主動的表現，到最後10月中當決定派人參選時，他亦主動表示願意出來參選其就讀的嶺南大學選區L28富泰，挑戰面臨自動當選的工聯會陳文偉。提名期後，被網民揭發於2012年在特首梁振英出席地區論壇時，載着口罩與反梁示威者推撞。關注組成員均表示不清楚其過去，並有隱瞞之意，事後何偉祥退出關注組及一度退選，最終相差約1800票落選。
| 選舉   | 民選得票 | 民選得票比例 | 民選議席 | 當然議席 | 議席    | +/- |
| ------ | -------- | ------------ | -------- | -------- | ------- | --- |
| 2015年 | 5196     | 0            | 0 / 458  | 0 ━      | 0 / 458 | 0 ━ |

## 外部連結
- 屯門社區關注組Facebook專頁（页面存档备份，存于）